# Komlapur, Yelbarga
Komlapur là một làng thuộc tehsil Yelbarga, huyện Koppal, bang Karnataka, Ấn Độ.